# Marstacimab
Il marstacimab, il cui nome commerciale è Hympavzi, è un anticorpo monoclonale prodotto dalla Pfizer e progettato per il trattamento dell'emofilia A e dell'emofilia B. Funge da antagonista della via di inibizione del fattore tissutale.
L'uso dell'anticorpo è stato approvato nell'ottobre 2024 negli Stati Uniti e il mese successivo nell'Unione europea.

## Farmacodinamica
Anziché fungere da surrogato di un fattore di coagulazione come altri anticorpi monoclonali, il marstacimab agisce riducendo la quantità e, quindi, l'attività della proteina anticoagulante naturale che inibisce l'attivazione del fattore tissutale. L'azione dell'anticorpo fa aumentare la produzione e la quantità di trombina circolante; quest'ultima è un enzima fondamentale nella coagulazione del sangue. È probabile che ciò riduca la frequenza e l'entità degli episodi emorragici con cui tipicamente si manifesta l'emofilia.

## Effetti collaterali
La Food and Drug Administration raccomanda particolare precauzione nell'uso del marstacimab in pazienti con pregressi eventi di tromboembolismo e nelle donne in gravidanza, in ragione della sua possibile tossicità embrionale e fetale.
Gli effetti collaterali più comuni sono reazioni infiammatorie nel sito di iniezione, cefalea e prurito generalizzato.